# جسیکا اسکندر

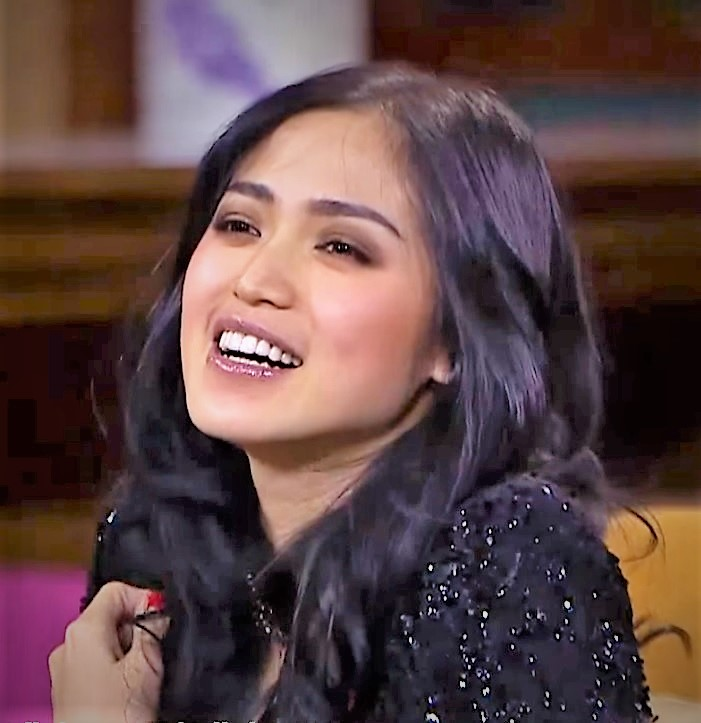
جسیکا اسکندر، بازیگر و مدل اندونزیایی - ۲۰۱۶

جسیکا اسکندر (به انگلیسی: Jessica Iskandar) (زادهٔ ۲۹ ژانویه ۱۹۸۸) بازیگر و مدل زن اهل کشور اندونزی است.

## فیلم‌شناسی
- د لوا (۲۰۰۵)
- ه اپرا (فیلم) (۲۰۰۷)
- عشق پشت (۲۰۰۸)
- نظر (فیلم) (۲۰۰۹)
- همسر دروغین (۲۰۱۰)
- کونگ فو روح ویرجین (۲۰۱۲)